# Gryposuchus
Gryposuchus is een geslacht van uitgestorven gavialen behorend tot de onderfamilie der Gryposuchinae, waarvan dit geslacht de naamgever is. Resten van Gryposuchus zijn bekend van lagen uit het Mioceen van Zuid-Amerika.

## Uiterlijke kenmerken
Gryposuchus had kaken met ongeveer dezelfde dikte als die van een moderne onechte gaviaal of Tomistoma. De puntige tanden duiden op een menu van vis, maar zijn ook dik genoeg om van een vleeseter te zijn. De ogen en neusgaten zaten hoog op de lange en platte kop. Gryposuchus was voor een gaviaalachtige erg robuust gebouwd en had poten van normale lengte in verhouding met het lichaam voor een gaviaal. De staart was lang en het lichaam gestroomlijnd, wat er op kan wijzen dat het een zeedier was. De grootste soort Gryposuchus croizati kon een lengte van tien meter bereiken, maar de andere soorten werden doorgaans minder groot.

## Levenswijze
Gryposuchus was anders dan andere gaviaalachtigen robuust gebouwd en met een zeer sterke schedel, wat hem de mogelijkheid gaf prooidieren van de oever het water in te trekken net als de hedendaagse nijlkrokodil, die dat nog steeds doet. Resten van Gryposuchus zijn zowel gevonden op plaatsen (of er dichtbij) waar vroeger een zee was als op plaatsen die ver van de zee lagen. Dit wekt het idee dat Gryposuchus zich zowel in zoet of brak als in zout water thuis voelde. Deze levenswijze wordt ook gevonden in andere leden van de Gryposuchinae als Siquisiquesuchus en Piscogavialis.

## Classificatie
Gryposuchus was vroeger een twijfelgeval en werd basaal in de Gavialidae geplaatst. Gryposuchus colombianus werd tot het geslacht Gavialis gerekend. Later, toen er meer leden van de Gryposuchinae ontdekt waren, kregen Gryposuchus en verwanten een eigen onderfamilie binnen de Gavialidae die de Gryposuchinae genoemd werd. De Gryposuchinae zijn de zustergroep van de Gavialinae en de Tomistominae en niet basaler dan een van deze twee onderfamilies. Aan het einde van het Plioceen waren alle leden van de Gryposuchinae uitgestorven. Het jongste geslacht van de groep is de Hesperogavialis.

## Ecologie
Gryposuchus leefde in het Mioceen samen met andere leden van zijn familie als Ikanogavialis, Siquisiquesuchus, Piscogavialis en Hesperogavialis. Van al deze soorten was Gryposuchus de grootste. Rond dezelfde tijd leefden er in het gebied echter nog de drie gigantische kaaimannen Purussaurus, Dinosuchus en Mourasuchus en de krokodil Brachygnathosuchus die slechts iets groter werden dan Gryposuchus. In het gebied zijn ook de resten van verschillende geslachten zoogdieren waaronder Borhyaena en Thylacosmilus gevonden.

## Soorten
- Gryposuchus neogaeus
- Gryposuchus jessei
- Gryposuchus colombianus - Villavieja-formatie
- Gryposuchus croizati - Urumaco-formatie